# Mama Lover (album)
Mama Lover è il secondo album studio della band russa Serebro, pubblicato in Italia il 19 giugno 2012 e nel resto del mondo il 26 giugno 2012.

## Storia
Nel 2010, le Serebro hanno annunciato che avrebbero pubblicato il loro secondo album studio, tuttavia Marina Lizorkina ha lasciato il gruppo per motivi personali e finanziari. Anastasija Karpova si è quindi aggiunta al gruppo. L'album contiene alcune canzoni dai precedenti OpiumRoz ("Опиумroz"), album studio del 2009, e da Izbrannoe ("Избранное"), EP del 2011; le canzoni tratte da queste pubblicazioni sono state nuovamente registrate, poiché Anastasia Karpova non vi aveva partecipato.
L'album è stato pubblicato una settimana prima in Italia (in formato CD) rispetto al resto del mondo, è stato pubblicato dalla Ego Music e distribuito dalla Sony Music Entertainment. L'album è stato pubblicato nel resto del mondo soprattutto nel formato digitale: Elena Temnikova ha affermato in un'intervista "Le pubblicazioni CD sono già una cosa del passato. Se volete sentire le nostre nuove canzoni, o creare le vostre playlist, per favore - tutte le nostre canzoni sono su Internet."

## Promozione
- Mama Lover è il primo singolo ufficiale estratto dall'album, pubblicato il 15 settembre in Europa e negli Stati Uniti. Il brano è stato scritto da Ol'ga Serjabkina. Commercialmente un successo, ha raggiunto la prima posizione nella classifica digitale russa e in quella Dance belga, la numero 7 in Italia e la numero 25 in Spagna.[7]

Singoli inclusi nell'album nella sola versione inglese
- Ne vremja ("Не время") (versione russa di "Sexing U"), pubblicato in Russia il 19 aprile 2012, mentre la versione inglese il 18 novembre 2010; è stato scritto da Olga Seryabkina.[8] Ha raggiunto la sesta posizione nella classifica russa.[9]
- Davaj deržatsja za ruki ("Давай держаться за руки") (versione russa di "Angel Kiss"), pubblicato il 4 novembre 2010 sul canale YouTube della band; è stato scritto da Ol'ga Serjabkina. Ha raggiunto la posizione numero 3 nella classifica russa.[10]
- Mal'čik ("Мальчик") (versione russa di "Gun"), pubblicato il 13 giugno 2012.[4]

## Tracce
1. Paradise - 3:46 - (Olga Seryabkina, Maxim Fadeev)
2. Like Mary Warner (Nuova versione) - 4:30 - (Ol'ga Seryabkina, Maksim Fadeev)
3. Song #1 (Nuova versione) - 3:20 - (Daniil Babičev, Maksim Fadeev)
4. Angel Kiss (Versione inglese di "Davaj deržat'sja za ruki") - 4:15 - (Ol'ga Serjabkina, Maksim Fadeev)
5. Mama Lover - 4:04 - (Ol'ga Serjabkina, Maksim Fadeev)
6. Why (Versione inglese di "Opium"; New version) - 3:41 - (Daniil Babičev, Maksim Fadeev)
7. Gun (Versione inglese di "Malchik") - 4:10 - (Ol'ga Serjabkina, Maksim Fadeev)
8. Bastard - 3:53 - (Ol'ga Serjabkina, Maksim Fadeev)
9. Never Be Good (Nuova Versione) - 3:12 - (Daniil Babichev, Maxim Fadeev)
10. Sexing U  (Versione inglese di "Ne vremja") - 3:54 - (Ol'ga Serjabkina, Maksim Fadeev)
11. What's Your Problem (Nuova Versione) - 3:18 - (Daniil Babičev, Maksim Fadeev)
12. Мама Люба (Mama Ljuba) (Versione russa di "Mama Lover") - 4:04 - (Maksim Fadeev)
13. Mama Lover (Karaoke) - 4:06 (*) - (Ol'ga Serjabkina, Maksim Fadeev)
14. Sound Sleep (feat. Oma-Vega) - 5:09 - (Ol'ga Serjabkina, Daniil Babičev, Maksim Fadeev)
15. Angel Kiss (Dubstep Remix) - 3:48 - (Ol'ga Serjabkina, Maksim Fadeev)

Note
- (*) La versione karaoke di Mama Lover non è inclusa nell'edizione iTunes italiana.[11]

## Date di pubblicazione
| Nazione     | Data           | Formato              | Etichetta       |
| ----------- | -------------- | -------------------- | --------------- |
| Italia      | 19 giugno 2012 | CD, Digital Download | Ego Music       |
| Spagna      | 26 giugno 2012 | Digital Download     | Ego Music       |
| Regno Unito | 26 giugno 2012 | Digital Download     | Ego Music       |
| Germania    | 26 giugno 2012 | Digital Download     | Ego Music       |
| Messico     | 12 luglio 2012 | CD, Digital Download | Universal Music |